# Vanderbylia subincarnata
Vanderbylia subincarnata är en svampart som beskrevs av Corner 1987. Vanderbylia subincarnata ingår i släktet Vanderbylia och familjen Polyporaceae.   Inga underarter finns listade i Catalogue of Life.